# Grafika fraktalna
Grafika fraktalna – grafika wykorzystująca tzw. fraktale, czyli obiekty matematyczne posiadające własność samopodobieństwa. Charakterystyczną cechą tego rodzaju grafiki jest możliwość nieskończonego powiększania dowolnego fragmentu obrazu.
Grafika fraktalna wykorzystywana jest zwykle do generowania abstrakcyjnych krajobrazów oraz map geograficznych. Fraktalne algorytmy znalazły się również w kręgu zainteresowań artystów plastyków.